# Vérkhnie Issadi
Vérkhnie Issadi (en rus: Верхние Исады) és un poble del krai de Perm, a Rússia, que en el cens del 2010 tenia vuit habitants.